# García Jofre de Loaísa
Francisco José García Jofre de Loaísa, Schreibweisen auch García Jofré de Loaisa, Loaysa oder Loayza, (* um 1490 in Ciudad Real; † 30. Juli 1526 im Pazifik) war ein spanischer Seefahrer und Leiter der glücklosen Loaísa-Expedition, die einen Seeweg zu den Gewürzinseln über den Atlantik und Pazifik durch Umrundung der Südspitze Südamerikas finden sollte.

## Vorgeschichte

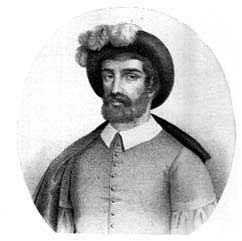
Juan Sebastián Elcano, Chefnavigator der Loaísa-Expedition

Nachdem sich Ferdinand Magellans Expedition zu einer (nicht beabsichtigten) Weltumsegelung entwickelt und Magellan dabei mit der Magellanstraße einen neuen Seeweg zum Pazifik (und in weiterer Folge zu den Gewürzinseln im Indischen Ozean) gefunden hatte, stattete der spanische König Karl I. (Kaiser Karl V.) eine weitere Expedition aus, um sich den neuentdeckten Seeweg zu Nutze zu machen. Der Adelige Loaísa wurde mit dem Kommando betraut. Ihm unterstanden sieben Schiffe und mehr als 450 Mann, darunter Verwaltungsbeamte und Händler, da geplant war, die Länder entlang der Route für Spanien in Besitz zu nehmen und wirtschaftlich zu nutzen. Als Chefnavigator fungierte Juan Sebastián Elcano, der nach Magellans Tod (1521) dessen Weltumsegelung vollendet hatte. In weiterer Folge sollte es sich als problematisch herausstellen, dass Loaísas Geschwader aus Schiffen unterschiedlicher Bauart bestand, die sich in Größe und Geschwindigkeit unterschieden.

## Atlantiküberfahrt
Loaísas Geschwader lief am 24. Juli 1525 aus dem spanischen Hafen von A Coruña aus. Nach einer Zwischenstation auf La Gomera in den ersten beiden Augustwochen erreichte Loaísa im Januar 1526 die patagonische Küste. Bereits zu diesem Zeitpunkt hatte das Flaggschiff Santa Maria de la Victoria zeitweilig den Kontakt zu den anderen Schiffen des Geschwaders verloren.

## Magellanstraße
Die folgenden Monate wurden zum Albtraum für Loaísa und seine Crew. Man verbrachte viel Zeit, den Schiffsverband zu sammeln, weil die Schiffe aufgrund des schlechten Wetters und der Strömungen auseinanderdrifteten. Dabei erlitten zwei Schiffe Schiffbruch. Die Besatzung eines weiteren meuterte und setzte sich in den Atlantik ab. Während des ergebnislosen Versuchs, in die Magellanstraße einzufahren, wurde eines der Schiffe, die San Lesmes unter dem Kommando von Francisco de Hoces, so weit südwärts abgetrieben, dass von Seefahrtshistorikern angenommen wird, dass Hoces entweder das Kap San Diego (den südöstlichsten Punkt Feuerlands) oder Kap San Juan auf der Isla de los Estados erreichte und somit der eigentliche Entdecker der Drakepassage wäre. Mitte Mai 1526 gelangte Loaísa schließlich mit den vier verbliebenen Schiffen doch noch in den Pazifik; Schiffe und Mannschaft befanden sich in einem erbärmlichen Zustand.

## Im Pazifik
Kaum im Pazifik angelangt, wurde das Geschwader durch einen Orkan endgültig getrennt. Die Karavelle San Lesmes unter dem Kommando von Hoces verschwand für immer, ihr weiteres Schicksal ist Grundlage zahlreicher Spekulationen möglicher spanischer Entdeckungen im Südpazifik Jahrhunderte vor den europäischen Entdeckungsfahrten in dieses Gebiet auf der Suche nach Terra Australis Incognita.
Ein weiteres Schiff, die kleine 50-Tonnen-Patache Santiago, segelte 10.000 km nordwärts und erreichte die mexikanische Pazifikküste. Sie war damit das erste Schiff, das die Westküste Mexikos von Europa aus erreichte.
Der Besatzung der Santa María del Parral gelang die Durchquerung des Pazifiks. Vor Celebes erlitt sie jedoch Schiffbruch. Die Crewmitglieder wurden von Einheimischen gefangen genommen und versklavt. Vier Überlebende der Santa María del Parral wurden 1528 von einer späteren spanischen Expedition gerettet.

## Das Schicksal des Flaggschiffs
Das Flaggschiff Santa Maria de la Victoria war das einzige Schiff, das das Expeditionsziel erreichte: Wie Magellan erreichte man zunächst Guam. Dort traf die Mannschaft zu ihrer Überraschung auf einen Spanier, Gonzalo de Vigo, der während Magellans Weltumsegelung desertiert war. Über Mindanao auf den Philippinen und Celebes erreichte die Santa Maria de la Victoria im September 1526 die östlichen Teile der Gewürzinseln bei Halmahera.
Weder Loaísa noch Elcano überlebten die Pazifiküberfahrt. Das Kommando übernahm zunächst Alonso Toribio de Salazar, und dann – nachdem Salazar ebenfalls gestorben war – der Baske Martin Iñiguez de Carquizano. Da es zu Gefechten mit den Portugiesen kam, steuerte Carquizano das Sultanat Tidore an, das seit Magellans Weltumsegelung Handelskontakte mit Spanien betrieb, und verschanzte sich dort. Vom benachbarten Fort Ternate aus war es den Portugiesen aber möglich, die Stellungen der Spanier zu beschießen und ihre Pflanzungen zu verwüsten. Carquizano wurde schließlich vergiftet.

## Die Irrfahrt Saavedras
Mittlerweile hatte Hernán Cortés von Mexiko aus drei Schiffe mit 110 Mann zur Rettung der Loaísa-Expedition ausgesandt. Die von Alvaro de Saavedra Cerón geleitete Expedition erreichte im März 1528 zwar Tidore, Saavedra hatte bei der Überfahrt aber bereits zwei Schiffe verloren und konnte militärisch nicht zu Gunsten der Spanier eingreifen. Er nahm die 24 Überlebenden der Loaísa-Expedition auf und segelte am 3. Juni unverrichteter Dinge wieder ab.
Um die Rückkehr nach Mexiko zu beschleunigen, wählte Saavedra eine direkte Ostroute quer durch bislang unerforschte Gewässer. Aufgrund widriger Windverhältnisse wurde er abgetrieben und gelangte an die Nordküste Neuguineas, wo er einige Inselgruppen, so zum Beispiel die Schouten-Inseln und die Admiralitäts-Inseln, entdeckte. Saavedra versuchte weiterhin, einen Kurs nach Osten zu halten und durchfuhr dabei die Karolinen. Durch starke Gegenwinde wurde er wieder an die Nordküste Neuguineas zurückgetrieben. Letztlich erreichte Saavedra noch die Marshall-Inseln, in deren Nähe er verstarb. Entmutigt steuerte die Crew schließlich erneut die Molukken an. Im Dezember 1529 erreichte man Tidore, wo man sich den Portugiesen ergab.

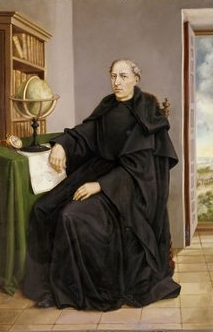
Andrés de Urdaneta, einer der wenigen Überlebenden der Loaísa-Expedition

## Portugiesische Gefangenschaft
Die Überlebenden der Loaísa-Expedition und die Crew Saavedras wurden gefangen genommen und mussten die nächste Enttäuschung erleben: Sie erfuhren, dass die spanische Krone im Vertrag von Saragossa 1529 auf die Gebiete westlich der Marianen, somit insbesondere auf die Gewürzinseln, verzichtet hatte.
Andrés de Urdaneta, der bereits 1525 mit Loaísa losgesegelt war, gelang schließlich mit einigen Begleitern die Flucht. Bei ihrer Rückkehr nach Spanien 1536 hatten sie nach Elcano und seiner Crew nach elfjähriger Odyssee die zweite europäische Umrundung der Erde vollendet.